# Рашка (дечји лист)
Рашка је лист за децу који је излазио у Новом Пазару. Објављен је само један број листа, у јануару 1930. године. У листу излазе приче, песме и едукативни чланци из географије, историје, математике и здравственог васпитања.
Лист је осамдесетих година микрофилмован на основу оригинала који се чува у Националној и свеучилишној књижници у Загребу. У завичајном одељењу Библиотеке „Вук Караџић” у Пријепољу налази се фотокопија и микрофилм дечјег листа Рашка. Један фотокопирани примерак такође чува и Народна библиотека Србије.

## Историјски контекст настанка листа
Тридесетих година 20. века Санџак је, као имноги други крајеви у Краљевини Југославији, био неразвијен у сваком, а посебно у културно-просветном погледу. Та културно-просветна заосталост се огледала пре свега у веома малом броју писменог становништва и недостатку културних и просветних установа. Према подацима пописа од 31. марта 1931. године у Санџаку је било 133.367 лица старијих од 10 година, од чега је неписмених било 40.238 мушкараца и 61.685, што је представљало 60% мушкараца и чак 92% жена. У целом Санџаку је 1931. године било 127 основних школа, што је представљало једну школу на 55 км2. Споро су се развијале и друге културне установе. Учитељи су играли важну улогу у отварању књижница и читаоница, подружница културно-просветних друштава. Такође, у Санџаку тридесетих година није било новина локалног или регионалног карактера.
Због свега наведеног, вишеструко је значајна појава дечјег листа Рашка, који је имао озбиљне претензије да информише и образује омладину на овом простору. Власник и издавач листа био је Александар Деспотовић а уредник Тихомир Чумић, обојица учитељи у Нови Пазару. Лист је штампан у штампарији Љ. Јовановића у Новом Пазару.

## Опис листа
Лист има 10 страна. Штампан је на формату од 38 цм и визуелно има све карактеристике новина, чак на крају има и лист са рекламама. Из импресума се види да је намера издавача била да часопис излази месечно, сем у јулу и августу. Додатну лепоту графичком изгледу часописа дају минијатуре које се налазе на крају сваког текста.